# Gottfried Welsch

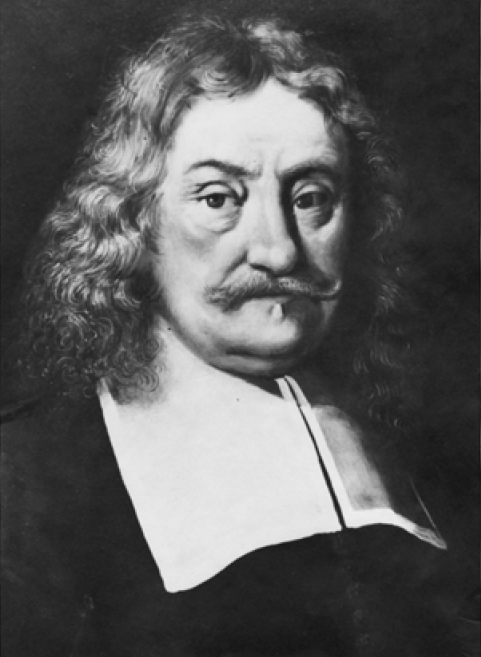
Gottfried Welsch

Gottfried Welsch (* 12. November 1618 in Leipzig; † 5. September 1690 ebenda) war ein deutscher Mediziner, der als einer der Begründer der Rechtsmedizin in Deutschland gilt. Welsch war Dekan der medizinischen Fakultät und Rektor der Universität Leipzig.

## Leben

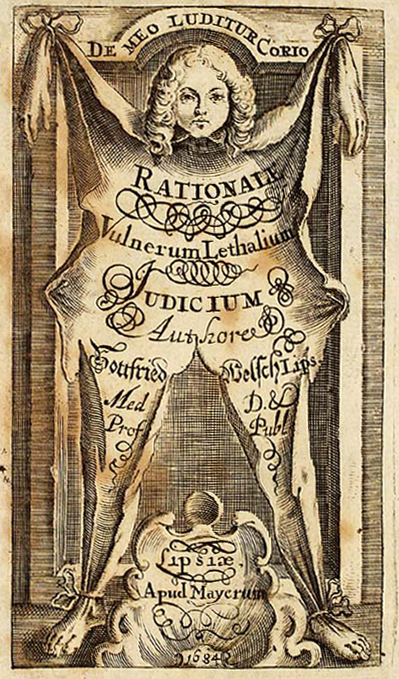
Titelblatt des Werkes Rationale vulnerum lethalium judicium (1684)

Welsch war ein Sohn des Bürgers, Kaufmanns, Ratsherrn, Vorstehers des Burgkellers und des Hospitals St. Georg Hans Welsch (* 1567 in Lösten bei Gräventhal; † 23. Juni 1626 in Leipzig) und dessen am 4. August 1595 geheirateten Frau Anna Heydenreich (* 5. September 1576 in Leipzig; † 14. November 1631). Da seine Eltern früh verstorben waren, lenkte sein Bruder Caspar Michael Welsch die Geschicke des Jungen, welcher ihm eine sechsjährige Ausbildung an der Leipziger Nikolaischule ermöglichte und Abraham Teller zum Privatlehrer des Jungen auswählte. Am 1. Juli 1633 bezog er die kurfürstlich sächsische Landesschule Pforta, wo er durch die Wirren des Dreißigjährigen Krieges bedingt nur drei Jahre blieb und die Bildungseinrichtung am 27. Juni 1636 verließ. Nach Leipzig zurückgekehrt, setzte er seine Ausbildung an der Universität Leipzig fort. Besonders unter dem Einfluss des Johannes Ittig stehend, erwarb er sich am 24. September 1636 das Baccalaurat und am 24. Februar 1639 den Magistergrad der philosophischen Wissenschaften. Danach verlegte er sich auf die medizinischen Wissenschaften wozu er auch Vorlesungen von Johann Zeidler, Franz Kest und Johannes Michaelis frequentierte. 1639 begab er sich auf eine Kavaliersreise, welche ihn zunächst in das italienische Padua führte, wo er anderthalb Jahre lang an der dortigen Universität Studien bei Sylvaticus, Frisimelicus, Veslinginus, Bonardi und Marquetti absolvierte.
Nachdem er sich verschiedene Orte in Italien angeschaut hatte, zog er 1641 ins französische Montpelier. Da er hier nicht die Möglichkeiten wie in Padua fand, zog er im selben Jahr nach England, von dort begab er sich in die Niederlande und kehrte über Hamburg kommend nach Leipzig zurück. Da Leipzig 1642 von den Schweden nach einer Belagerung eingenommen wurde, ließ er sich von dem Generalfeldmarschall Linnard Torstensohn als Feldarzt anstellen. In dieser Stellung erwarb er sich zahlreiche Erfahrungen auf dem Gebiet der Chirurgie. Nach Leipzig zurückgekehrt, erwarb er sich 1643 das Lizentiat der Medizin und wurde am 30. Januar 1644 außerordentlicher Professor der Anatomie. In diesem Amt schloss er einen Vertrag mit der Stadt und dem Leipziger Schöppenstuhl über die Ablieferung von Hingerichteten an die Anatomie der Universität zur Verbesserung der Ausbildung, der später Modell für ähnliche Übereinkommen in ganz Sachsen wurde. Welschs Promotion in Medizin folgte am 4. April desselben Jahres. Am 29. Januar 1647 wurde Welsch Professor der Physiologie, weitere Professuren folgten 1662 (Pathologie) und 1668 (Therapie). Zum 1. September 1662 wurde er Mitglied des Großen Fürstenkollegs. Ab dem 16. Oktober 1665 hatte Welsch das Amt des Rektors der Universität Leipzig inne, zum Dekan der medizinischen Fakultät wurde er drei Jahre später, am 18. Januar 1668, ernannt. Ab dem 24. Juni 1670 war der Arzt Mitglied des Kleinen Fürstenkollegs.
1660 erschien erstmals sein Rationale vulnerum lethalium judicium, sein grundlegendes Werk zur Gerichtsmedizin über die „vernunftgemäße Beurteilung tödlicher Wunden“, das „von der Natur und den Ursachen tödlicher Wunden“, ihrer richtigen Untersuchung und anderen mit der Materie verbundenen Fragen handelt. Die zweite Auflage, die nur zwei Jahre nach der ersten erschien, wurde um einen Abschnitt über „die Todeszeichen bei denen, die durch Gift verstorben sind“ ergänzt. Welsch setzte sich für die Durchführung der Sektion im Rahmen gerichtsmedizinischer Untersuchungen ein und forderte diese auch für Fälle, bei denen keine äußerlichen Verletzungen erkenntlich waren. Im Rahmen gerichtsmedizinischer Untersuchungen beschränkte man sich zu dieser Zeit auf die Untersuchung äußerer Wunden.
Als 1680 die letzte Pest in Leipzig wütete, beriet Welsch den Stadtrat in seiner Funktion als Stadtphysikus über Gegenmaßnahmen und veranlasste u. a. die erste Straßenreinigung und das Verbot der Schweinehaltung innerhalb der Stadtmauern. Ebenfalls als Stadtphysikus setzte er mit dem Verbot an „Possenreißer und Hanswürste“, Medikamente zu verkaufen, das Apothekenmonopol durch und stellte eine Medikamententaxe auf; das war eine Liste der von den Apotheken vorzuhaltenden Arzneien mit Angabe der Inhaltsstoffe und Preise.

## Familie
Welsch hatte sich am 12. Februar 1644 in Leipzig mit Maria von Anckelmann (* 15. August 1629; † 1. Mai 1705), die Tochter des Erbsassen in Markkleeberg Joachim von Anckelmann (* 5. Dezember 1592; † 26. Dezember 1641) und dessen Frau Catharina Volckmar (* 23. April 1596; † 29. April 1642), verheiratet. Aus der Ehe gingen acht Söhne und fünf Töchter hervor, von welchen die drei ältesten Söhne und eine Tochter vor dem Vater verstarben.
- Johann Joachim Welsch I. († jung)
- Gottfried Welsch (* 10. Januar 1647; † 15. Oktober 1688), war Obergerichtsschreiber des Rats in Leipzig, ⚭ 16. Oktober 1676 in Leipzig mit Johanna Margaretha Jägerndörffer[2]
  - Gottfried Welsch († als jur. Student vor 1705)
  - Johanna Margaretha Welsch, (geb. 16. August 1680) ⚭ 8. November 1701 mit Johann Andreas Glauch (* 28. Juli 1672; † 26. April 1717)
  - Johann Gottlieb Welsch (jur. Kandidat)
  - Christian Gottlob Welsch († jung).
- Maria Elisabeth Welsch ⚭ Christoph Pincker (* 16. August 1619; † 24. Mai 1678); ⚭ II Johann Christoph Stieler
  - Maria Elisabeth Pincker († jung vor 1705) aus erster Ehe.
- Johanna Sophia Welsch († jung vor 1705)
- Johann Joachim Welsch II. (~ 26. Februar 1669; † jung vor 1705)
- Catharina Sabina Welsch ⚭ 29. Mai 1673 (gesch. 1686) Johann Friedrich Mayer (1650–1712)
  - Johann Gottfried Mayer, Catharina Sabina Mayer, Johann Ulrich Mayer, Johann Gottlob Mayer, Johann Ehrenfried Mayer alle 1705 verstorben
  - Johann Friedrich Mayer wurde fürstl. holstein. Leutnant
  - Johann Abraham Mayer
- Anna Regina Welsch (* 11. August 1655; † 22. August 1674)
- Johann Christian Welsch (* 12. August 1657; † 27. Mai 1717), war Lic. jur. und Ratsherr in Leipzig, ⚭ mit Catharina Magdalena Heyne
  - Johanna Maria Welsch
- Albert Eberhard Welsch, jur. Kandidat
- Magdalena Sybilla Welsch (* 14. August 1661; † 12. Juni 1723) ⚭ 1683 Heinrich Born (* 6. Juni 1644; † 23. Juni 1708) ⚭ II. 7. September 1710 Quirin Hartmann Schacher (* 21. November 1659; † 23. Januar 1719)
  - Jacob Born[3]
- N.N. Welsch (totgeborener Sohn)
- Christian Ludwig Welsch (* 23. Februar 1669; † 1. Januar 1719),[4] Mag. phil., wurde ebenfalls Mediziner, ⚭ Christina Regina Conradi
  - Maria Regina Welsch, Christiane Henriette Welsch, Gottfried Ludwig Welsch, Rahel Sophia Welsch alle vor 1705 verstorben
  - Georg Jacob Welsch
  - Friedrich Benjamin Welsch
- Johann (Hans) Georg Welsch, kurf. pfalzgräflicher Landrat

## Werke (Auswahl)
- Thraenen, Uber Das allzufruehe, doch ganz selige Valet, und Hintritt aus dieser Welt Des Ehrenvesten, Achtbarn, und Wolgelahrten Herrn M. Aegidii Schmids, SS. Theologiae Candidati. Lanckisch, Leipzig 1638, (Digitalisat).
- Anatome Cerebri Humani. Georgius Ritzsch, Leipzig 1639, (Digitalisat).
- Disputatio Medica De Phthisi. Ritzsch, Leipzig 1639, (Digitalisat).
- Disputatio Medica Inauguralis De Incubo. Ritzsch, Leipzig, 1643.
- La Commare dell Scipione Mercurio. Kindermutter. Oder Hebammen Buch: Worinnen von dem wunderbaren Werck der Empfängnüß/ und Geburth eines Menschen; Und was deroselben anhänget … gehandelt wird …/ …. Leipzig 1653, (Digitalisat). Wittenberg 1671. (Übersetzung und Ergänzung des Werkes von Mercurio Scipione).
- Scrutinium Fontanellarum Disputatione Chirurgica conceptum. Quirin Bauch, Leipzig 1654 (Digitalisat).
- Felici Omine, Indultu Que Superiorum, Scrutinium Fontanellarum Disputatione Chirurgica conceptum. Quirin Bauch, Leipzig 1654, (Digitalisat).
- Historia medica novum istum puerperarum morbum continens, qui ipsis Der Friesel dicitur. Leipzig 1655.
- Rationale vulnerum lethalium judicium. Band 1, Timotheus Ritzsch, Leipzig 1660, (Digitalisat). Band 2, 1662.
- Disputatio Medica De Cachexia. Resp. Mattheus Lampert.[5] Christian Michael, Leipzig, 1662, (Digitalisat).
- Dissertatio Medica De Singularibus. Ritzsch, Leipzig, 1663, (Digitalisat).
- Dissertatio medica de prolongatione vitae. Wittigau, Leipzig 1664, (Digitalisat).
- Disputatio inauguralis de morbis Haereditariis in genere. Bauer, Leipzig 1665 (Digitalisat).
- Disputatio medica, de scabie. Hahn, Leipzig 1665 (Digitalisat).
- Inauguralis De Uteri Prolapsu Dissertatio. Wittigau, Leipzig 1666, (Digitalisat).
- Discursus Inauguralis Medicus De Nutritione Infantis Ad Vitam Longam Helmontiana Et Morbis Infantum. Henning Köhler (Witwe), Leipzig 1667, (Digitalisat).
- Discursus Physico-Medicus De Gemellis Et Partu Numerosiore. Henning Köhler, Leipzig 1667 (Digitalisat).
- Rationale Vulnerum lethalium judicium, in quo De Vulnerum Lethalium Natura …. Ritzschian, Leipzig 1674; 2. Aufl. Johann Kaspar Meyer, Leipzig 1684 (Digitalisat).
- Vernünftige Urtheile über tödliche Wunden … nach deren Natur und Ursachen …. Adam Jonathan Felsecker, Nürnberg 1719, (Digitalisat).